# Månegarm (musikgrupp)
För vargen i nordisk mytologi, se Månegarm (mytologi)
Månegarm är ett folk metal/viking metal/black metal-band från Norrtälje, bildat 1995.
Ursprungligen gick bandet under namnet Antikrist men bytte namn i december 1995 till det asamytologiska Månegarm. Bandet har också alltid lagt stor vikt vid att texterna är på svenska, något som är relativt ovanligt inom den hårda musiken.

## Medlemmar
Nuvarande medlemmar
- Erik Grawsiö – trummor (1996–2010), sång (2000– ), basgitarr (2010– )
- Markus Andé – gitarr (1996– )
- Jakob Hallegren – trummor (2011– )

Tidigare medlemmar
- Svenne "Duva" Rosendal – sång (1995–1996)
- Pierre Wilhelmsson – basgitarr (1995–2010)
- Jonas "Rune" Almquist – gitarr (1995–2016)
- Mårten "Karbylundssvingen" Matsson – gitarr (1995–1996), sång (1996)
- Georgios "Gogge" Karalis – sång (1996)
- Jonny Wranning – sång (1996–1997)
- Viktor Hemgren – sång (1997–1999)
- Jan Liljeqvist – fiol, cello, flöjt (1998–2012)

Turnerande medlemmar
- Umer Mossige-Norheim	– sång
- Tobias Rydsheim – gitarr (2016– )
- Martin Björklund – gitarr
- Jacob Hallegren – trummor (2007–2011)

## Diskografi
Demo
- Vargaresa (1996)
- Ur nattvindar (1997)

Studioalbum
- Nordstjärnans tidsålder (1998)
- Havets vargar (2000)
- Dödsfärd (2003)
- Vredens tid (2005)
- Vargstenen (2007)
- Nattväsen (2009)
- Legions of the North (2013)
- Månegarm (2015)
- Fornaldsagor (2019)
- Ynglingaättens Öde (2022)

EP
- Urminnes hävd - The Forest Sessions (2006)

Singlar
- "Genom världar nio" (2007)

Samlingsalbum
- Vargaresa - The Beginning (2004)
- The Collection (8xCD box) (2018)

Video
- Live in Moscow (delad DVD med Alkonost och Калевала) (2008)